# Giuseppe Gazzaniga
Giuseppe Gazzaniga (1737 – Crema, 1º febbraio 1818) è stato un compositore italiano Autore di drammi giocosi e opere serie tra i più eseguiti tra gli anni settanta e ottanta del sec. XVIII, Giuseppe Gazzaniga è noto per aver scritto un Don Giovanni, andato in scena nel febbraio 1787, che costituisce l’immediato antecedente dell’omonimo capolavoro di W. A. Mozart.

## Biografia

### Gli anni a Verona (1743-1760)
Giuseppe Gazzaniga nacque intorno al 1737. La famiglia, di origini presumibilmente lombarde, risulta risiedere tra il 1743 e il 1768 a Verona, città nella quale Gazzaniga ebbe la sua prima formazione presso le due istituzioni scaligere deputate alla formazione dei sacerdoti. Ammesso come privato nel 1749 alle Scuole Accolitali della Cattedrale, Gazzaniga divenne accolito partecipante nel 1757; a quel periodo risalgono le prime semplici composizioni chiesastiche pervenuteci. Giunto al quarto ordine minore del sacerdozio, Gazzaniga tra il 1758 e il 1759 frequentò come esterno il corso di filosofia presso il Seminario Vescovile, con risultati scadenti; è pero in calce a una delle schede di valutazione che compare l’esortazione ad musicam saecularem. È il primo indizio di quanto il talento di Gazzaniga, ancorché tardivamente, fosse stato riconosciuto in ambito clericale.
La morte del padre Gaetano nell’agosto del 1759 pare coincidere con l’inizio della regolare formazione musicale di Giuseppe Gazzaniga. Fonti comparse nel primo Ottocento, Gazzaniga ancora vivente, ne accreditano l’incontro a Venezia con il futuro maestro Nicola Porpora, che quindi lo avrebbe condotto a Napoli. Manca al momento un riscontro, ma documenti amministrativi lasciano desumere che Giuseppe Gazzaniga non fosse più a Verona dalla primavera del 1760.

### Gli studi a Napoli (1760-1768)
Lasciata Verona, ritroviamo Giuseppe Gazzaniga a Napoli fin dal 1761; è però dal gennaio 1762 che Gazzaniga risulta tra gli allievi del Conservatorio di Sant'Onofrio a Porta Capuana. Lì insegnò Nicola Porpora, del quale Gazzaniga rivendicò di essere stato scolaro, e dal 1767 figura nel corpo docente anche Niccolò Piccinni. Nel 1768, anno che coincise con la morte di Porpora, Gazzaniga esordì con l’intermezzo Il barone di Trocchia, lavoro che suggellò la conclusione degli studi a Napoli. Per il biennio successivo mancano tracce, però si può ipotizzare un ricongiungimento con la madre e le sorelle, non più presenti a Verona dopo il 1768.

### I primi successi a Venezia (1770-1772)
Dal giugno 1770 Giuseppe Gazzaniga fu organista dell’Ospedale dei Derelitti, istituzione veneziana presso la quale era direttore del coro Antonio Sacchini, da fonti ottocentesche accreditato quale maestro di Gazzaniga. Oltre al celebre autore fiorentino, emerge un primo nucleo di relazioni tra Gazzaniga e i musicisti veneziani, in primis Ferdinando Bertoni e Andrea Luca Luchesi, che nel settembre di quell’anno saranno a Verona con Gazzaniga, in occasione di un evento mariano promosso dal vescovo Niccolò Antonio Giustiniani. Ed è al Teatro San Moisè, di proprietà della dinastia dei Giustinian, che Gazzaniga esordirà con il primo dei suoi successi nel gennaio 1771, quel dramma giocoso La locanda che può vantare un’ottantina di repliche documentate in tutta Europa; tra le sue opere rappresentate a Venezia nel medesimo anno, anche Il calandrano e soprattutto L’isola d’Alcina possono vantare decine di repliche. Altre frequentazioni veneziane di rilievo furono con Giovanni Bertati, autore di tutti i libretti comici messi in musica finora a Venezia di Gazzaniga, e forse con la futura moglie Caterina Ristorini, giunta a Venezia per interpretare un’opera di Luchesi nell’autunno 1771.

### Di teatro in teatro, lungo la Penisola (1773-1776)
Fu probabilmente la formazione ecclesiastica di Giuseppe Gazzaniga a promuoverne l’esordio a Roma nel carnevale del 1773. L’opera seria Armida, andata in scena al Teatro Argentina, non ebbe successo né fu replicata, destino che peraltro caratterizzerà l’intera produzione seria di Gazzaniga, con rare eccezioni. Ritornato a Venezia, Gazzaniga ritenne comunque opportuno lasciare l’incarico all’Ospedale dei Derelitti e dedicarsi all’esordio teatrale a Milano, che ebbe luogo al Teatro Ducale nell’ottobre 1773 con il dramma giocoso Zon-Zon principe di Kibin-Ka-ka; anche in questo caso però si dovette trattare di un insuccesso, vista l’assenza di repliche, né dovette aver successo Il ciarlatano in fiera, andato in scena al veneziano Teatro S. Moisè nel gennaio 1774 ma mai replicato. Dopo gli esordi veneziani la carriera di Gazzaniga sembra dunque segnare il passo: all’età di trentasei anni circa la fama di Gazzaniga poggia su due soli titoli di successo quali La locanda e L’isola d’Alcina; poca cosa per un autore di opere, in un’epoca caratterizzata dall’assenza di diritto d’autore e nella quale la sola fama era il motore della carriera. In questo frangente la decisione di lasciare un incarico come quello all’Ospedale dei Derelitti pare un rischioso azzardo, mancando dunque a Gazzaniga uno stipendio fisso che ne compensasse gli insuccessi.
La produzione del 1775 è esigua ma significativa. Oltre alla dubbia Isola di Calipso per Verona e l’oratorio sacro I Profeti al Calvario per Reggio nell’Emilia, Gazzaniga esordì con Perseo e Andromeda al Teatro della Pergola di Firenze, riportando un vivo successo proprio nel teatro che lo vedrà pochi anni dopo trionfare con La Vendemmia. Tra la fine dell’anno e l’inizio del successivo Giuseppe Gazzaniga sposò Caterina Ristorini, che aggiungerà il nome del marito al proprio fin dal febbraio 1776; si presume che Gazzaniga risiedesse con la moglie a Bologna, città nella quale si erano stabiliti i Ristorini. Fin dal 1775 Giuseppe Gazzaniga corrispose con Giovanni Battista Martini, alla cui solerzia dobbiamo la quasi totalità delle lettere di Gazzaniga pervenute.
Forse consapevole della necessità di un reddito fisso, Gazzaniga concorse e ottenne la nomina a maestro di cappella della Cattedrale di Urbino, incarico che egli avrebbe dovuto esercitare dal luglio 1776 ma che non assunse. La rinuncia è forse da ricondurre a una nuova commessa nel Granducato di Toscana, l’opera seria Gli errori di Telemaco andata in scena in aprile a Pisa e mai replicata nonostante il buon successo ottenuto.

### Da Il marchese di Verde Antico a La vendemmia (1777-1778)
Tra fine 1776 e inizio 1777 Giuseppe Gazzaniga fu nuovamente a Roma per l’allestimento de La bizzarria degli umori, andata in scena a febbraio al Teatro Capranica con buon successo e replicata; ma è a fine 1777 che vide la luce, sempre a Roma, l’intermezzo Il marchese di Verde Antico, prima versione di quella che sarà l’opera di maggior successo di Giuseppe Gazzaniga, La vendemmia. Andata in scena il 15 maggio 1778 al fiorentino Teatro della Pergola, La vendemmia è frutto dalla riscrittura di parte de Il marchese di Verde Antico, completata l’anno precedente da Francesco Piticchio causa malattia di Gazzaniga. La vendemmia perviene a un’ulteriore versione, che potremmo considerare definitiva, in occasione della replica al Teatro del Fondo a Napoli nel 1780, curata da Gazzaniga stesso in occasione del suo soggiorno nei domini borbonici (1780-1782). Dramma giocoso che segna il ritorno di Gazzaniga a un libretto di Giovanni Bertati, La vendemmia mette in scena un’idilliaca concordia tra classi sociali, certamente grata al moderato riformismo dei despoti illuminati, poi travolto dai marosi della Rivoluzione. Le riprese furono un centinaio fino al 1809, molte in grandi capitali europee; di rilievo, una messa in scena parigina tra 1778 e 1779, con la protezione della regina Maria Antonietta.

### Un autore di successo (1779-1785)
Il successo de La vendemmia consolidò la fama di Giuseppe Gazzaniga. A Roma e a Firenze tra 1778 e 1779 per l’allestimento di sue opere, tra le quali un certo successo ebbe la pièce à sauvetage Il disertore (1779), Gazzaniga approdò quindi a Napoli all’inizio del 1780. Il soggiorno nei domini borbonici si protrasse fino all’inizio del 1782 e fu caratterizzato dal favore che reali e nobiltà manifestarono nei confronti di Giuseppe Gazzaniga. Tra Roma e Napoli nel biennio successivo, Gazzaniga nel 1785 ritornò al veneziano San Moisè con due titoli che otterranno ottimo riscontro: Il serraglio di Osmano, opera che si inserisce nella scia del coevo interesse europeo nei confronti dell’Impero Ottomano, e La moglie capricciosa, titolo che vanta più di sessanta repliche fino al 1804. A coronamento di una carriera ormai consolidata, Giuseppe Gazzaniga ottenne nel 1785 il titolo di Accademico Filarmonico di Bologna.

### «Compositore di qualche merito, ma d’uno stile non più moderno» (1786-1787)
Così si espresse Lorenzo Da Ponte a proposito di Giuseppe Gazzaniga, per il quale il cenedese scrisse il libretto de Il finto cieco, andato in scena a Vienna nel 1786 con scarso successo. Nulla si sa della permanenza viennese di Gazzaniga, né si hanno riscontri alle ipotesi sugli appoggi che l’avevano propiziata; resta il fatto che lo scacco viennese, proprio nell’anno e nel luogo in cui videro la luce delle Nozze di Figaro di Mozart, di fatto circoscrive alla sola Penisola italiana la carriera di Gazzaniga. Fu però fertilissimo il biennio che seguì, caratterizzato dalla composizione di sei opere andate in scena nei teatri della Serenissima, in primis il veneziano San Moisè. Qui vide la luce l’atto unico Don Giovanni Tenorio, al quale ancor oggi è legata la fama di Giuseppe Gazzaniga.

### Don Giovanni Tenorio, 1787
Vastissima è la letteratura sull’immediato antecedente del Don Giovanni di W. A. Mozart, su libretto di Giovanni Bertati e rappresentato per la prima volta al S. Moisè il 5 febbraio 1787. Il libretto di Bertati realizza una mirabile sintesi, scremando elementi del barocco Burlador de Sevilla di Tirso Da Molina e di altri apporti posteriori; un intreccio che dunque non sfuggì a Da Ponte nella stesura del suo libretto per Mozart, andato in scena pochi mesi dopo a Praga. L’atto unico di Gazzaniga ebbe un successo straordinario, tale da oscurare il capolavoro mozartiano per alcuni decenni, pur mancando comprensibilmente della qualità compositiva e della temperie preromantica che hanno reso il Don Giovanni di Mozart uno dei capolavori del teatro in musica; fu tuttavia la sua gemmazione dall’atto unico di Gazzaniga a preservare dall’oblio la memoria del compositore italiano.

### Maestro di cappella della Cattedrale di Crema, 1791-1818
Il biennio 1788-1789 fu caratterizzato dall’assenza di produzione teatrale, ripresa nel carnevale del 1790 con Gli Argonauti in Colco, unica opera seria di Gazzaniga a poter vantare repliche. Ormai la carriera operistica volgeva al termine: solo otto opere tra il 1790 e il 1801, anno dell’ultimo titolo Martino carbonaro. Quest’ultima fase compositiva si sovrappone al primo decennio trascorso a Crema in veste di maestro di cappella della Cattedrale, incarico che Gazzaniga assunse all’inizio del 1791 e tenne fino alla morte, avvenuta il 1° febbraio 1818.
Gli anni cremaschi furono caratterizzati da una vastissima produzione di musica da chiesa, sopravvissuta in primis nei manoscritti custoditi presso la Biblioteca Comunale di Crema e in archivi e biblioteche della città di Verona. I lavori di sicuro rilievo furono lo Stabat mater e la Messa da requiem, eseguita di frequente a Verona e provincia fino a metà del XIX secolo.

## Considerazioni sull'artista
Nelle sue memorie Da Ponte scriveva:
... ricevei ordine dalla direzione teatrale di scrivere un dramma per Gazzaniga, compositore di qualche merito, ma d'un stile non più moderno. Per isbrigarmi presto, scelsi una comedia francese, intitolata L'aveugle clairvoyant, e ne schiccherai un dramma in pochi giorni, che piacque poco, tanto per le parole che per la musica. Una passioncella per una donna di 50 anni, che disturbava la mente di quel brav'uomo, gl'impedì di finire l'opera al tempo fissatogli. Ho dovuto perciò incastrare in un second'atto de' pezzi fatti vent'anni prima; prender varie scene d'altr'opere, tanto sue che d'altri maestri; infine fare un pasticcio, un guazzabuglio, che non avea né capo, né piedi, che si rappresentò tre volte e poi si mise a dormire.
A dispetto delle considerazioni di Da Ponte, Gazzaniga dimostrò di essere un compositore ricco di talento e molto apprezzato dai contemporanei; egli fu altresì un ragguardevole didatta (suoi allievi furono il compositore Stefano Pavesi e il tenore Giovanni David) e un interessante collezionista di antichità musicali.

## Opere

### Opere teatrali[29]
1. Il barone di Trocchia (Francesco Cerlone), Napoli, Teatro Nuovo, Carnevale 1768;
2. La locanda (Giovanni Bertati), Venezia, Teatro San Moisè, gennaio 1771, 82 riprese fino al 1788 (altri titoli: Il re de' Mammalucchi; Il mammalucco; Il matrimonio per inganno);
3. Il Calandrano (Giovanni Bertati), Venezia, Teatro San Samuele, settembre 1771, 19 riprese fino al 1791;
4. L'isola di Alcina (Giovanni Bertati), Venezia, Teatro San Moisè, 26 dicembre 1771, 72 riprese fino al 1790;
5. Ezio (Metastasio), Venezia, Teatro San Benedetto, febbraio 1772, 2 riprese nell'anno;
6. La tomba di Merlino (Giovanni Bertati), Venezia, Teatro S. Moisè, autunno 1772;
7. Armida (Jacopo Durandi), Roma, Teatro Argentina, 9 gennaio 1773;
8. Zon-zon, principe di Kibin-kin-ka (Giovanni Bertati), Milano, Teatro Ducale, 16 ottobre 1773;
9. Il ciarlatano in fiera (Pietro Chiari), Venezia, Teatro S. Moisè, 4 gennaio 1774;
10. L'isola di Calipso (Giovanni Pindemonte), Verona, Teatro Filarmonico, Carnevale 1775, 1 ripresa nel 1777;
11. Perseo e Andromeda (Giovanni De Gamerra), Firenze, Teatro della Pergola, 15 settembre 1775, 5 riprese fino al 1787;
12. Gli errori di Telemaco (Carlo Giuseppe Lanfranchi Rossi), Pisa, Teatro dei Nobili fratelli Prini, 9 aprile 1776, 10 riprese fino al 1784;
13. La bizzarria degli umori, Roma, Teatro Capranica, febbraio 1777, 10 riprese fino al 1784 (altri titoli: Il regno de' pazzi; Il re de' pazzi);
14. Il marchese di Verde Antico (Giovanni Bertati), Roma, Teatro Capranica, gennaio 1778. Completata da Francesco Piticchio, è la prima versione de La vendemmia;
15. La vendemmia (Giovanni Bertati), Firenze, Teatro della Pergola, 15 maggio 1778, 98 repliche fino al 1809 (altri titoli: Le vendemmie, Die unbekannte Dame oder Die Weinlese, Winobrancy, etc.);
16. La finta folletto, Roma, Teatro Capranica, 29 dicembre 1778;
17. Antigono (Metastasio), Roma, Teatro Argentina, 30 gennaio 1779;
18. Il disertore (Ferdinando Casorri), Firenze, Teatro della Pergola, 5 aprile 1779, 17 riprese fino al 1807 (altri titoli: Der Deserteur, Il desertor olandese);
19. La viaggiatrice (Saverio Zini), Napoli, Teatro del Fondo, 14 maggio 1780;
20. La stravagante (Saverio Zini), Napoli, Teatro del Fondo, 12 febbraio 1781;
21. Antigona (Gaetano Roccaforte), Napoli, Teatro San Carlo, 30 maggio 1781;
22. Achille in Sciro (Metastasio), Palermo, Teatro Santa Cecilia, 2 novembre 1781;
23. Demofoonte (Metastasio), Palermo, Teatro Santa Cecilia, 29 dicembre 1781;
24. Amor per oro (Giuseppe Manolessi), Venezia, Teatro San Samuele, autunno 1782;
25. La creduta infedele (Francesco Cerlone), Napoli, Teatro de' Fiorentini, primavera 1783;
26. L'intrigo delle mogli (Giuseppe Palomba), Napoli, Teatro del Fondo, autunno 1783;
27. La dama contadina, Roma, Teatro Capranica, gennaio 1784;
28. Tullo Ostilio (Francesco Ballani), Roma, Teatro Argentina, 3 febbraio 1784;
29. Il serraglio di Osmano (Giovanni Bertati), Venezia, Teatro San Moisè, 27 dicembre 1784, 20 riprese fino al 1795 (altri titoli: La fedeltà di Rosana; El Serrallo de Osman, etc);
30. La moglie capricciosa (Filippo Livigni), Venezia, Teatro San Moisè, autunno 1785, 71 riprese fino al 1804 (altri titoli: Die eigensinnige Ehefrau; A mulher caprichosa, etc);
31. Il finto cieco (Lorenzo Da Ponte), Vienna, Burgtheater, 20 febbraio 1786, 1 ripresa a Parigi, Théatre de Monsieur, 1791;
32. Circe (Domenico Perelli), Venezia, Teatro San Benedetto, 20 maggio 1786;
33. Le donne fanatiche (Giovanni Bertati), Venezia, Teatro San Moisè, 2 ottobre 1786, 1 ripresa nel 1789;
34. L'amor costante (Giovanni Bertati), Venezia, Teatro San Moisè, 26 dicembre 1786, 8 riprese fino al 1794 (altro titolo: La costanza in amore);
35. Don Giovanni Tenorio o sia Il convitato di pietra  (Giovanni Bertati), Venezia, Teatro San Moisè, 5 febbraio 1787, oltre 100 riprese fino al 1821;
36. La Didone (Metastasio), Vicenza, Teatro Eretenio, 21 luglio 1787;
37. La cameriera di spirito (Gaetano Fiorio), Venezia, Teatro San Moisè, autunno 1787;
38. Gli Argonauti in Colco, o sia La conquista del vello d'oro (Antonio Simone Sografi), Venezia, Teatro S. Samuele, 26 dicembre 1789, 3 riprese fino al 1803;
39. Idomeneo (Gaetano Sertor), Padova, Teatro Nuovo, 12 giugno 1790;
40. La disfatta de' Mori (Giandomenico Boggio), Torino, Teatro Regio, 29 gennaio 1791, 1 ripresa nel 1794;
41. La dama soldato (Caterino Mazzolà), Venezia, Teatro San Moisè, settembre 1792, 14 riprese fino al 1813;
42. La donna astuta (Giuseppe Foppa?), Venezia, Teatro San Moisè, carnevale 1793;
43. Il divorzio senza matrimonio (Gaetano Sertor), Modena, Teatro Rangone, 5 febbraio 1794, 4 riprese fino al 1797;
44. Fedeltà e amore alla prova (Giuseppe Foppa), Venezia, Teatro San Moisè, 18 settembre 1798, 10 riprese fino al 1809;
45. Il marito migliore (Angelo Anelli), Milano, Teatro alla Scala, 18 agosto 1801, 2 riprese fino al 1807 (altro titolo: I due gemelli)
46. Martino carbonaro (Giuseppe Foppa), Venezia, Teatro San Moisè, 24 novembre 1801;
47. Il portico di Atene (Angelo Anelli), Brescia, Teatro Grande, marzo 1802 (mai rappresentata).

### Opere dubbie
Tra le opere dubbie è degna di menzione La pallacorda, secondo alcune fonti rappresentata a Roma nel 1770. Il titolo ha suscitato l'interesse dello storiografo del tennis Salvatore Sodano, il quale ha appurato, presso il Conservatorio di Musica di San Pietro a Majella in Napoli, che nessuna opera fu scritta da Giuseppe Gazzaniga con questo titolo; manca altresì riscontro all'ipotesi della messa in scena di opere di Gazzaniga presso il teatro della Pallacorda in Firenze.

### Composizioni sacre
Il vastissimo corpus delle composizioni sacre di Giuseppe Gazzaniga consta di quasi duecento titoli tra messe, parti dell'ordinarium missae, salmi, inni, antifone, etc., perlopiù ascrivibili al periodo cremasco (1791-1818). Di rilievo, in ordine cronologico:
- Antifona ante Laudate Dominum in Sabato Sancto (1755) e Tantum ergo à Pieno con Violini (1756): trattasi delle prime due semplici composizioni note di Giuseppe Gazzaniga, custodite presso la Biblioteca Capitolare di Verona;
- Messa à Due Cori breve con VV ad libitum del Sig.re Gius:e Gazzaniga (Napoli 1761): è il più antico dei lavori scritti da Gazzaniga durante il periodo di formazione a Napoli (1761-1768);
- I profeti al Calvario, oratorio su libretto di Vincenzo Antonio Manini, Reggio nell'Emilia, 1775;
- Miserere, salmo 50, (fine sec. XVIII), in uso presso la Cattedrale di Verona fino al tardo Ottocento;[32]
- Messa da requiem in Mib maggiore, 1793, della quale si ha notizia di utilizzo fino a metà del sec. XIX;
- Susanna, oratorio su libretto di Giuseppe Foppa, Venezia, 1787;
- Humanae fragilitatis exemplum, oratorio, Venezia, 1788;
- La morte di San Mauro Abate, oratorio, fine sec. XVIII;
- Stabat mater in do minore, fine sec. XVIII;
- Per le tre ore dell'agonia di Gesù Cristo in Croce, ciclo devozionale, Verona, 1803;
- Salmi, cantici ed inni cristiani su testo del conte Luigi Tadini posti in musica dai maestri Giuseppe Gazzaniga e Stefano Pavesi, pubblicato a Milano nel 1817 e a Crema nel 1818.

### Composizioni strumentali
Nell'esiguo novero delle composizioni strumentali, di rilievo sono i 3 concerti per tastiera custoditi presso la Gesellschaft der Musikfreunde di Vienna.